# Sarah (chanson)
Pour les articles homonymes, voir Sarah.
Pistes de Album no.2
Prélude de Sarah Maxim's
Sarah, parfois désignée par ses premiers vers « La femme qui / Est dans mon lit […] », est une chanson française écrite et composée par Georges Moustaki, et créée par Serge Reggiani en 1967. Inspirée à Moustaki par sa liaison avec Edith Piaf, de dix-huit ans son aînée, la chanson fait l'objet de diverses reprises, dont l'une par Georges Moustaki lui-même.

## Genèse
Georges Moustaki déclare que cette chanson lui est inspirée par sa relation avec Edith Piaf, entre février 1958 et février 1959. Selon l'une de ses biographes, le texte, qui porte le nom de sa mère, est écrit sur commande pour Serge Reggiani, qui souhaite rendre hommage à son amante Barbara.

## La chanson
La chanson telle qu'elle est enregistrée par Serge Reggiani, est précédée d'une introduction parlée empruntée à un texte de Charles Baudelaire :
Si vous la rencontrez, bizarrement parée, 

Traînant dans les ruisseaux un talon déchaussé,

Et la tête et l'œil bas comme un pigeon blessé,

Messieurs, ne crachez pas de jurons ni d'ordure 

Au visage fardé de cette pauvre impure 

Que déesse Famine a par un soir d'hiver, 

Contrainte à relever ses jupons en plein air.

Cette bohème-là, c'est mon bien, ma richesse, 

Ma perle, mon bijou, ma reine, ma duchesse. 
Ce prélude est suivi du texte de Georges Moustaki qui décrit, malgré les effets du temps affectant le corps d'une amante plus âgée, les sentiments profonds qu'il a pour elle :
La femme qui 

Est dans mon lit

N'a plus vingt ans 

Depuis longtemps,

[…]

Ne riez pas

N'y touchez pas

Gardez vos larmes, 

Et vos sarcasmes

Lorsque la nuit 

Nous réunit

Son corps, ses mains, 

S'offrent aux miens

## Reprises
Sarah est créée et enregistrée par Serge Reggiani en 1967, c’est la version « de référence ». Georges Moustaki, son auteur-compositeur, la chante en 1974, sur son album Les Amis de Georges. Et elle figure ensuite sur ses trois albums en public. Voici la chronologie des reprises sur disque (par ordre alphabétique des interprètes) :
1. Arno, sur le double CD d'artistes divers Autour de Serge Reggiani, en 2002, et sur son album de 2004, French bazaar ;
2. Gérard Berliner, en 2008, sur son double album en public Gérard Berliner chante Serge Reggiani ;
3. Christian Delagrange, en 2003, sur son album Pour vous… les femmes (et sur sa double compilation de 2009) ;
4. Daniel Guichard, sur le CD d'artistes divers Les Plus Belles Chansons françaises de 1967 (Atlas, 1996)/